# Four Wheel Drive
| Recensione                        | Giudizio   |
| --------------------------------- | ---------- |
| AllMusic                          | [ 2 ]      |
| Robert Christgau                  | C+         |
| The New Rolling Stone Album Guide | [ 4 ]      |
| Sputnikmusic                      | 3.0 (Good) |
| Dizionario del Pop-Rock           | [ 6 ]      |

Four Wheel Drive è il quarto album in studio del gruppo musicale canadese Bachman-Turner Overdrive, pubblicato nel maggio 1975.
L'album si propone di continuare lo stile del precedente (Not Fragile), ma non riesce ad eguagliarne il successo. Il disco comunque raggiunse la quinta posizione (28 giugno 1975) della Chart statunitense di Billboard 200.
Dall'album spicca in particolare una canzone diventata anche l'unico singolo, ovvero Hey You (#21 nella classifica di Billboard The Hot 100), scritta dal leader del gruppo Randy Bachman.

## Tracce
Lato A
1. Four Wheel Drive – 4:20 (Blair Thornton, Randy Bachman)
2. She's a Devil – 4:44 (Blair Thornton, C.F. Turner)
3. Hey You – 3:33 (Randy Bachman)
4. Flat Broke Love – 3:55 (C.F. Turner)

Lato B
1. She's Keepin' Time – 4:10 (Randy Bachman)
2. Quick Change Artist – 3:19 (C.F. Turner, Rob Bachman)
3. Lowland Fling – 5:20 (Randy Bachman, Blair Thornton)
4. Don't Let the Blues Get You Down – 4:12 (C.F. Turner)

## Formazione
- Randy Bachman - chitarra solista (canale parte destra), cori
- Randy Bachman - voce solista (brani: Hey You / She's Keepin' Time / Lowland Fling)
- Blair Thornton - chitarra solista (canale parte sinistra), cori, chitarra slide
- C.F. Turner - basso, cori
- C.F. Turner - voce solista (brani: Four Wheel Drive / She's a Devil / Flat Broke Love / Quick Change Artist / Don't Let the Blues Get You Down)
- Rob Bachman - batteria, percussioni, cori

Note aggiuntive
- Randy Bachman - produttore
- Registrazioni effettuate al Sounds Interchange di Toronto (Canada)
- Mark Smith - ingegnere delle registrazioni
- John Austin e Weasel Morgan - equipment
- Direzione: Bruce Allen, Vancouver, B.C., Canada
- Parvis Sadighim - creazione copertina album
- Tom Zamiar - fotografia copertina frontale album
- John Brott - altre fotografie copertina album
- Jim Ladwig/AG - art direction (grafica)
- Joe Kotleba - design album[12]